# Bogunik
Bogunik (armeni: Բոգունիք fou un districte de Baspracània a la part nord-est del llac Van.
Limitava al nord amb l'Arberanik; a l'est amb el Balunik; a l'oest amb el llac Van; i al sud amb Dosp (Van).
La fortalesa d'Amiuk era al límit amb l'Arberanik.